# Книга з картинками
«Книга з картинками» (фр. Le Livre d'image, робоча назва — «Образ і мова» (фр. Image et parole)) — швейцарський фільм 2018 року, поставлений режисером Жаном-Люком Годаром. Світова прем'єра стрічки відбулася 11 травня 2018 року на 71-му Каннському міжнародному кінофестивалі, де вона брала участь в основній конкурсній програмі та отримала Спеціальну «Золоту пальмову гілку».

## Сюжет
За словами Жана-Люка Годара, це фільм із шести частин, з яких перші п'ять «дуже довгий вступ […], як ніби перед тим, як побачити руку, ми бачимо окремо п'ять пальців»; шоста частина «свого роду байка» про фальшиву революцію, задуману лідером вигаданого емірату, позбавленого нафтових ресурсів.

## Знімальна група
- Автор сценарію — Жан-Люк Годар
- Режисер-постановник — Жан-Люк Годар
- Продюсери — Фабріс Араньо, Мітра Фарахані, Жан-Люк Годар, Анн-Марі М'євіль
- Оператор — Фабріс Араньо
- Монтаж — Жан-Люк Годар
- Художник-постановник — Жан-Поль Баттаджа

## Нагороди та номінації
| Список нагород та номінацій | Список нагород та номінацій | Список нагород та номінацій        | Список нагород та номінацій | Список нагород та номінацій | Список нагород та номінацій |
| Кінофестиваль/Кінопремія    | Рік                         | Категорія                          | Номінант(и)                 | Результат                   | Дж                          |
| --------------------------- | --------------------------- | ---------------------------------- | --------------------------- | --------------------------- | --------------------------- |
| Каннський кінофестиваль     | 2018                        | Золота пальмова гілка              | Книга з картинками          | Номінація                   | [ 1 ]                       |
| Каннський кінофестиваль     | 2018                        | Спеціальна «Золота пальмова гілка» | Книга з картинками          | Перемога                    | [ 4 ]                       |